# Robert W. Welch, Jr.
Pour les articles homonymes, voir Welch.
Robert W. Welch, Jr. (1er décembre 1899 – 6 janvier 1985) est un industriel, militant politique et essayiste, fondateur de la John Birch Society.

## Biographie
En 1983, Welch a démissionné de son poste de président de la John Birch Society. Il a été remplacé à la présidence par le membre du Congrès Larry McDonald, décédé quelques mois plus tard lorsque l'avion de ligne sur lequel il se trouvait a été abattu par l'Union soviétique.

## Publications
- May God Forgive Us, sous-titré A Famous Letter Giving the Historical Background to the Dismissal of Gen. MacArthur, Henry Regnery Co., 1954.
- One Man's Opinion, Belmont, MA, 1956
- Again, May God Forgive Us! (1952). Belmont, Mass.: Belmont Publishing Company.
- The Blue Book of The John Birch Society (1959). Belmont, Mass.: Western Islands.  (ISBN 0882791052). Full text.
- The Life of John Birch: In the Story of One American Boy, the Ordeal of His Age (1960). Belmont, Mass.: Western Islands.  (ISBN 0882791168).
- The Politician: A Look at the Political Forces that Propelled Dwight David Eisenhower into the Presidency. Appleton, Wis.: Robert Welch University Press (1963).
- The New Americanism: And Other Speeches and Essays (1966). Belmont, Mass.: Western Islands.  (ISBN 978-0882792118). (OCLC 7351053).
- The Romance of Education (1973).